# العابر (مودية)

تعديل مصدري - تعديل

العابر هي إحدى قرى عزلة مودية بمديرية مودية التابعة لمحافظة أبين، بلغ تعداد سكانها 204 نسمة حسب تعداد اليمن لعام 2004.